# Рахманов, Разам Ходжамкулович
Разам Ходжамкулович Рахманов (1906 год — февраль 1962 года) — председатель колхоза имени Дзержинского Гиссарского района Таджикской ССР. Герой Социалистического Труда (1957).

## Биография
Родился в 1906 году в бедной семье дехканина. Трудовую деятельность начал 12-летним подростком. Батрачил у богатых баев. В 1922 году окончил пять классов начальной школы. В 1924 году поступил в Алма-Атинский сельскохозяйственный техникум, но по семейным обстоятельствам вынужден был оставить своё обучение. С 1928 по 1950 года проживал в Кулябе, где занимался комсомольской работой. Был ответственным секретарём, заместителем председателя Кулябского райкома таджикского отделения ВЛКСМ. Позднее — директор хлопковой фабрики.
В 1950 году назначен директором колхоза имени Дзержинского Гиссарского района. Вывел колхоз в число передовых сельскохозяйственных предприятий Гиссарского района. Указом Президиума Верховного Совета СССР от 17 января 1957 года «за выдающиеся успехи, достигнутые в деле развития советского хлопководства, широкое применение достижений науки и передового опыта в возделывании хлопчатника и получение высоких и устойчивых урожаев хлопка-сырца» удостоен звания Героя Социалистического Труда с вручением Ордена Ленина и золотой медали Серп и Молот.
Участвовал во Всесоюзной выставке ВДНХ в Москве.
В 1958 году общее собрание колхоза освободило Разама Рахманова от обязанностей председателя колхоза по его собственному желанию.
Скончался в феврале 1962 года.
Награды
- Герой Социалистического Труда
- Орден Ленина
- Отличник социалистического сельскохозяйственного соревнования СССР
- Заслуженный хлопковод Таджикской ССР (1956)